# Max Weber (schilder)

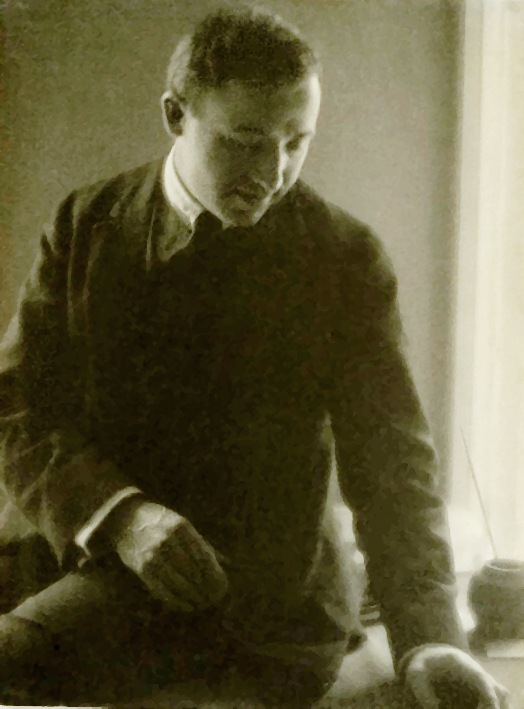
Max Weber, 1914

Max Weber (Białystok, 18 april 1881 - Great Neck, 4 oktober 1961) was een Pools-Amerikaanse kunstschilder en beeldhouwer. Hij werkte in een kubistische stijl, later concentreerde hij zich op joodse motieven.

## Biografie

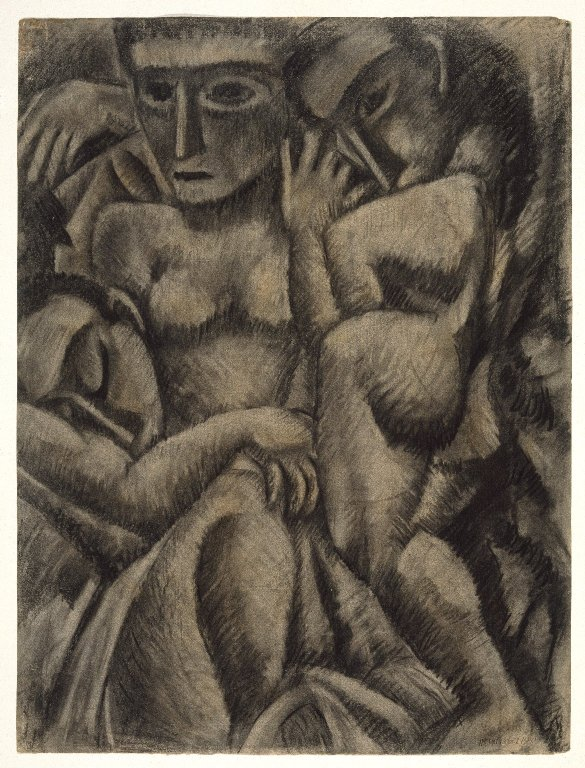
'Compositie met vier figuren', door Max Weber, circa 1910 (collectie Brooklyn Museum)

Toen Weber tien was, kwam hij met zijn ouders naar Amerika. Hij studeerde kunst aan het Pratt Institute in Brooklyn onder Arthur Wesley Dow. In 1905 ging hij naar Parijs, waar hij ging studeren aan de Académie Julian en, later, de Académie de la Grande Chaumière. Hij maakte kennis maakte met Henri Rousseau en Henri Matisse en, in 1907, Pablo Picasso. In 1909 keerde hij naar Amerika terug. Vanaf 1912 ging hij in een kubistische stijl werken. In 1913 nam hij niet deel aan de Armory Show in New York omdat hij maar twee schilderijen mocht ophangen.
Weber wordt gezien als een van de belangrijkste Amerikaanse kubisten. In 1930 hield het Museum of Modern Art een retrospective van zijn werk, de eerste solo-expositie van een Amerikaanse kunstenaar in dat museum.
- Bibliothèque nationale de France: cb121810297 (data)
- Gemeinsame Normdatei: 118834010
- International Standard Name Identifier: 0000 0000 8375 8933
- Library of Congress Control Number: n80034015
- Nationale bibliotheek van Australië: 35595848
- Nationale Bibliotheek van Israël: 987007271053905171
- Nederlandse Thesaurus van Auteursnamen: 072631627
- PIC: 15052
- RKD-Nederlands Instituut voor Kunstgeschiedenis: 83176
- Istituto Centrale per il Catalogo Unico: CFIV203124
- SNAC: w69s1sz0
- Système universitaire de documentation: 035448938
- Trove: 1008648
- Union List of Artist Names: 500029261
- Virtual International Authority File: 41883358
- WorldCat: E39PBJrckVkJ4fyQJRC8bdV6Kd